# Aldo Tavolaro
Aldo Tavolaro (Bari, 2 aprile 1923 – Bari, 19 dicembre 2012) è stato un astronomo italiano, specializzato in archeoastronomia, noto per le sue scoperte e le sue tesi sulle implicazioni matematico-astronomiche e simboliche presenti in Castel del Monte ed in altre architetture oggetto dei suoi studi.

## Biografia
Studioso della cultura classica, della storia del pensiero e dell'Uomo, si è dedicato sin da giovane a studi di astronomia, scegliendo negli anni come campo di specializzazione l'archeoastronomia, ovvero l'astronomia antica in relazione all'architettura del passato (dal megalitico al medioevo), nella quale frequenti sono le implicazioni astronomiche.
La sua intuizione e i suoi studi su Castel del Monte letto in chiave astronomico-matematica ed esoterica gli hanno valso il riconoscimento da parte della comunità di studiosi ed appassionati della materia nonché la presenza su diverse pubblicazioni di settore, riviste scientifiche e stampa in Italia e all'estero.
Con la sua opera ha reso un contributo determinante al riconoscimento di Castel del Monte come patrimonio dell'umanità da parte dell'UNESCO e all'iscrizione del Castello nell'elenco dei siti UNESCO patrimonio dell'umanità.
La descrizione ufficiale UNESCO alla base dell'iscrizione nell'elenco infatti così recita: «When the Emperor Frederick II built this castle near Bari in the 13th century, he imbued it with symbolic significance, as reflected in the location, the mathematical and astronomical precision of the layout and the perfectly regular shape» e ancora «Castel del Monte is of special interest because of the absence of features that are common to the overwhelming majority of military monuments of this period (outer bailey, moat, stables, kitchen, storerooms, chapel), the mathematical and astronomical rigour of its plan and form, and the eclecticism of its cultural elements, deriving from antiquity, the Cistercian tradition of northern Europe, and the Ummayyad 'desert castles' and fortified monasteries in the Near East and North Africa» (Source:UNESCO/CLT/WHC) riportando alcuni degli aspetti costitutivi del castello che per primi (1972) dal Tavolaro sono stati scoperti, divulgati e pubblicati.
Oltre a Castel del Monte sono stati oggetto dell'attività di studio di Aldo Tavolaro, tra gli altri, anche: il Pantheon di Roma; la Basilica di San Nicola di Bari; la Cattedrale di Notre Dame di Chartres; il Palazzo della Ragione a Padova; i Nuraghi della Sardegna; la struttura megalitica di Newgrange in Irlanda; la Reggia di Versailles; la chiesa di San Giacomo di Compostella della Nuova Galizia in Messico; la chiesa di San Leonardo di Siponto; ecc.
Ha realizzato numerosi programmi televisivi per la Rai - Radio Televisione Italiana, ha svolto un'intensa attività di conferenziere, ha scritto su varie riviste (Coelum, Arx, Castellum, Officinae per citarne alcune), ha pubblicato diversi volumi di argomento astronomico-matematico ed esoterico (alcuni dei quali tradotti in Tedesco, Spagnolo, Inglese e Francese)

## Pubblicazioni
- Elementi di astronomia nell'architettura di Castel del Monte, Unione Tipografica, Bari, 1975

- Una stella sulla Murgia, Mario Adda Editore, Bari, 1981

- Il sole architetto a Castel del Monte, Mario Adda Editore, Bari, 1984

- Castel del Monte e il segreto dei Templari, F.lli Laterza Editori, Bari, 1987

- Castel del Monte e il segreto dei Templari, (narrativa per la scuola) F. lli Laterza Editori, Bari, 1987

- Castel del Monte e il Santo Graal, F.lli Laterza Editori, Bari, 1987

- Il mito solare, F.lli Laterza Editori, Bari, 1988

- Castel del Monte: pitagorismo e islamismo in Puglia, Istituto Universitario Orientale, Napoli, 1988

- Le favole del cielo, Schena Editore, Fasano, 1988

- Puglia piana… grande capitana, Accademia delle tradizioni pugliesi e Banca Popolare di Bari (fuori commercio), 1989

- Elementi di astronomia e matematica nell'architettura di Castel del Monte, Associazione Italiana per l'Informatica ed il Calcolo Automatico – A.I.C.A, 1990

- Castel del Monte, AA.VV., Mario Adda Editore, Bari, 1991

- Castel del Monte, AA.VV., (in lingua tedesca) Mario Adda Editore, Bari, Die Sonne Architekt in Castel del Monte, 1991

- Astronomia e geometria nell'architettura di Castel del Monte, F.lli Laterza Editori, Bari, 1991

- Castel del Monte scrigno esoterico, F.lli Laterza Editori, Bari, 1991

- Pietre come libri, Italgrafica Bari (fuori commercio), 1992

- Astronomie und geometrie in der architektur von Castel del Monte, traduzione di Ursule Kling, F.lli Laterza Editori, Bari, 1994

- Federico II di Svevia imperatore e Leonardo Fibonacci da Pisa matematico, F.lli Laterza Editori, Bari, 1995

- Castel del Monte scienza e mistero in Puglia, Ed. Giuseppe Laterza, Bari, 2000

### Elenco tematico di conferenze e seminari
- Astronomia dantesca.

- Astronomia e geometria nell'architettura di Castel del Monte.

- Castel del Monte: tempio iniziatico.

- Convergenze pitagoriche nell'architettura sacra in Puglia.

- Esoterismo nella pittura di Albrecht Dürer.

- Federico II di Svevia Puer Apuliae?

- Galassia donna.

- Calendari antichi.

- Menhir di Terra di Bari.

- Indagini sulle origini di alcune misure lineari antiche.

- L'architettura sacra pugliese tra Oriente e Occidente.

- La Divina Proporzione ovvero la Firma di Dio.

- La pietra: presagio d'infinito.

- La piramide di Cheope letta in chiave matematica.

- Simbolismo ed esoterismo nell'architettura sacra.

- Stonehenge: osservatorio astronomico preistorico.

- Un raggio di luna e un raggio di sole: il pozzo di Capurso e la chiesa di S. Leonardo a Siponto.